# Graniloba
Genre
Graniloba est un genre de collemboles de la famille des Neanuridae.

## Distribution
Les espèces de ce genre se rencontrent en Afrique subsaharienne.

## Liste des espèces
Selon Checklist of the Collembola of the World (version du 15 octobre 2019) :
- Graniloba imitator Cassagnau, 2000
- Graniloba verrucosa Cassagnau, 2000

## Publication originale
- Cassagnau, 2000 : On some Paleonurini from eastern Africa (Collembola: Neanurinae). Annales de la Société Entomologique de France, vol. 36, no 2, p. 143-155.